# Luigi di Lorena (1641-1718)
Luigi di Lorena (Parigi, 7 dicembre 1641 – Parigi, 13 giugno 1718) fu Conte d'Armagnac dalla morte di suo padre nel 1666. Gran Scudiero di Francia, fu un membro del ramo cadetto del Casato di Guisa, a sua volta ramo cadetto del sovrano Casato di Lorena. I suoi discendenti includono Alberto II, Principe di Monaco, Vittorio Emanuele di Savoia, e Diana Álvares Pereira de Melo, XI Duchessa di Cadaval.

## Biografia
Louis de Lorraine nacque a Parigi da Henri de Lorraine, conte d'Armagnac, e da sua moglie Marguerite Philippe du Cambout. Suo fratello minore, Filippo, detto chevalier de Lorraine, fu il tristo amante di Monsieur, i.e., Filippo I, Duca d'Orléans, fratello minore di Luigi XIV.
Egli, come suo padre prima di lui, fu il Gran Scudiero di Francia, uno dei Grandi ufficiali della Corona di Francia ed un membro della casa del Re. Alla morte di Luigi, l'impiego, così come la denominazione di Monsieur le Grand fu assunta da suo figlio Carlo, conte d'Armagnac (alla morte di Carlo, fu data al nipote di Luigi, il prince de Lambesc).
Alla morte di suo padre, nel 1666, ereditò il titolo di comte d'Armagnac che, pur evocando la famiglia del grande Casato d'Armagnac, non comportava il possesso delle terre vaste e la semi-sovrana autorità esercitata dagli estinti Conti d'Armagnac medievali. Sua moglie fu Catherine de Neufville, figlia minore di Nicolas de Neufville, duca di Villeroy, che era stato governatore per il giovane Luigi XIV. Era la sorella di François de Neufville de Villeroy, il futuro governatore di Luigi XV. La coppia ebbe 14 figli, di cui solo tre ebbero discendenza.
Fu sepolto nell'Abbazia di Royaumont, situata vicino ad Asnières-sur-Oise, nella Val-d'Oise, a circa 30 km a nord di Parigi. Con lui suo padre e suo figlio, François Armand.

## Discendenza

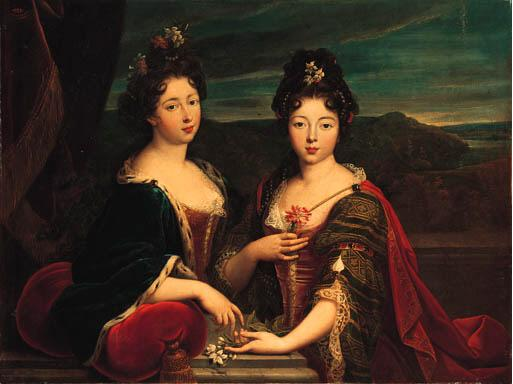
Le due figlie di Luigi, la futura principessa di Monaco e Mademoiselle d'Armagnac, ritratte da Nicolas Fouché

1. Enrico di Lorena, conte di Brionne (15 novembre 1661 – 3 aprile 1713), sposò Marie Madeleine d'Épinay ed ebbe figli; la sua bisnipote Giuseppina di Lorena fu la nonna di Carlo Alberto di Savoia;
2. Margherita di Lorena (17 novembre 1662 – 16 dicembre 1730), sposò a Versailles il 25 luglio 1675 per procura[1] Nuno Álvares Pereira de Melo, I duca di Cadaval ed ebbe figli;
3. Francesca di Lorena (28 febbraio 1664), morì nell'infanzia;
4. Francesco Armando di Lorena, chevalier de Lorraine (13 febbraio 1665 – 9 giugno 1728) celibe, Abate di Royaumont;[1]
5. Camillo di Lorena, conte di Chamilly (25 ottobre 1666 – 6 novembre 1715) celibe; morì al Castello di Lunéville;[1]
6. Armanda di Lorena (8 luglio 1668 – 1681), morì giovane;
7. Isabella di Lorena (12 giugno 1671), morì nell'infanzia;
8. Filippo di Lorena (29 giugno 1673 – 1677), morì nell'infanzia;
9. Maria di Lorena (12 agosto 1674 – 30 ottobre 1724), sposò Antonio I, Principe di Monaco a Versailles il 13 giugno 1688 ed ebbe figli; furono genitori di Luisa Ippolita Grimaldi, suo jure Principessa di Monaco; successive principi sovrani di Monaco discendono da loro;
10. Luigi Alfonso di Lorena, balivo d'Armagnac (24 agosto 1675 – 24 agosto 1704), celibe, morì nella Battaglia di Malaga;
11. Carlotta di Lorena, Mlle. d'Armagnac, (6 maggio 1678 – 21 gennaio 1757) nubile;
12. Anna Maria di Lorena (29 settembre 1680 – 19 dicembre 1712), morì a Monaco;
13. Margherita di Lorena (20 luglio 1681), morì nell'infanzia;
14. Carlo di Lorena, conte d'Armagnac (22 febbraio 1684 – 29 dicembre 1751, sposò Françoise Adélaide de Noailles, figlia di Adrien Maurice de Noailles, duca di Noailles, senza figli.

## Ascendenza
|                                          |                                            |                                                  | Genitori                                                 |  |  | Nonni |  |  | Bisnonni                   |  |  | Trisnonni               |  |
|                                          |                                            |                                                  |                                                          |  |  |       |  |  | René II, marchese d'Elbeuf |  |  | Claude I, duca di Guisa |  |
|                                          |                                            |                                                  |                                                          |  |  |       |  |  | René II, marchese d'Elbeuf |  |  | Claude I, duca di Guisa |  |
|                                          |                                            | Antoinette de Bourbon-Vendôme                    |                                                          |  |  |       |  |  | René II, marchese d'Elbeuf |  |  |                         |  |
| Charles I, duca d'Elbeuf                 |                                            |                                                  |                                                          |  |  |       |  |  | René II, marchese d'Elbeuf |  |  |                         |  |
|                                          |                                            | Louise de Rieux                                  | Claude I, signore di Rieux e Rochefort                   |  |  |       |  |  |                            |  |  |                         |  |
|                                          |                                            | Louise de Rieux                                  | Claude I, signore di Rieux e Rochefort                   |  |  |       |  |  |                            |  |  |                         |  |
|                                          |                                            | Louise de Rieux                                  | Suzanne de Bourbon-La Roche-sur-Yon                      |  |  |       |  |  |                            |  |  |                         |  |
| Henri, conte d'Harcourt                  |                                            | Louise de Rieux                                  |                                                          |  |  |       |  |  |                            |  |  |                         |  |
|                                          |                                            | Léonor Chabot, conte di Charny e Buzançois       | Philippe de Chabot, conte di Charny e Buzançois          |  |  |       |  |  |                            |  |  |                         |  |
|                                          |                                            | Léonor Chabot, conte di Charny e Buzançois       | Philippe de Chabot, conte di Charny e Buzançois          |  |  |       |  |  |                            |  |  |                         |  |
|                                          |                                            | Léonor Chabot, conte di Charny e Buzançois       | Françoise de Longvy, signora di Pagny e Mirebeau         |  |  |       |  |  |                            |  |  |                         |  |
| Marguerite de Chabot, contessa di Charny |                                            | Léonor Chabot, conte di Charny e Buzançois       |                                                          |  |  |       |  |  |                            |  |  |                         |  |
|                                          |                                            | Françoise, signora di Rye                        | Joachim, signore di Rye                                  |  |  |       |  |  |                            |  |  |                         |  |
|                                          |                                            | Françoise, signora di Rye                        | Joachim, signore di Rye                                  |  |  |       |  |  |                            |  |  |                         |  |
|                                          |                                            | Françoise, signora di Rye                        | Antoinette de Longvy, signora di Neufchâtel              |  |  |       |  |  |                            |  |  |                         |  |
| Louis, conte d'Armagnac                  |                                            | Françoise, signora di Rye                        |                                                          |  |  |       |  |  |                            |  |  |                         |  |
|                                          | François du Cambout, barone di Pontchâteau | René du Cambout                                  |                                                          |  |  |       |  |  |                            |  |  |                         |  |
|                                          | François du Cambout, barone di Pontchâteau | René du Cambout                                  |                                                          |  |  |       |  |  |                            |  |  |                         |  |
|                                          | François du Cambout, barone di Pontchâteau | Françoise Baye, signora di Mérionnec e Coislin   |                                                          |  |  |       |  |  |                            |  |  |                         |  |
| Charles du Cambout, marchese di Coislin  | François du Cambout, barone di Pontchâteau |                                                  |                                                          |  |  |       |  |  |                            |  |  |                         |  |
|                                          |                                            | Louise du Plessis de Richelieu, signora di Beray | Louis du Plessis, signore di Richelieu, Becay, e Chillon |  |  |       |  |  |                            |  |  |                         |  |
|                                          |                                            | Louise du Plessis de Richelieu, signora di Beray | Louis du Plessis, signore di Richelieu, Becay, e Chillon |  |  |       |  |  |                            |  |  |                         |  |
|                                          |                                            | Louise du Plessis de Richelieu, signora di Beray | Françoise de Rochechouart                                |  |  |       |  |  |                            |  |  |                         |  |
| Marguerite Philippe du Cambout           |                                            | Louise du Plessis de Richelieu, signora di Beray |                                                          |  |  |       |  |  |                            |  |  |                         |  |
|                                          |                                            | Charles de Beurges, signore di Seury             | …                                                        |  |  |       |  |  |                            |  |  |                         |  |
|                                          |                                            | Charles de Beurges, signore di Seury             | …                                                        |  |  |       |  |  |                            |  |  |                         |  |
|                                          |                                            | Charles de Beurges, signore di Seury             | …                                                        |  |  |       |  |  |                            |  |  |                         |  |
| Philippe de Beurges, signora di Seury    |                                            | Charles de Beurges, signore di Seury             |                                                          |  |  |       |  |  |                            |  |  |                         |  |
|                                          |                                            | Jeanne de Lescoët, signora di Mogulaye           | …                                                        |  |  |       |  |  |                            |  |  |                         |  |
|                                          |                                            | Jeanne de Lescoët, signora di Mogulaye           | …                                                        |  |  |       |  |  |                            |  |  |                         |  |
|                                          |                                            | Jeanne de Lescoët, signora di Mogulaye           | …                                                        |  |  |       |  |  |                            |  |  |                         |  |
|                                          |                                            | Jeanne de Lescoët, signora di Mogulaye           |                                                          |  |  |       |  |  |                            |  |  |                         |  |